# Ludwig Norman-Neruda

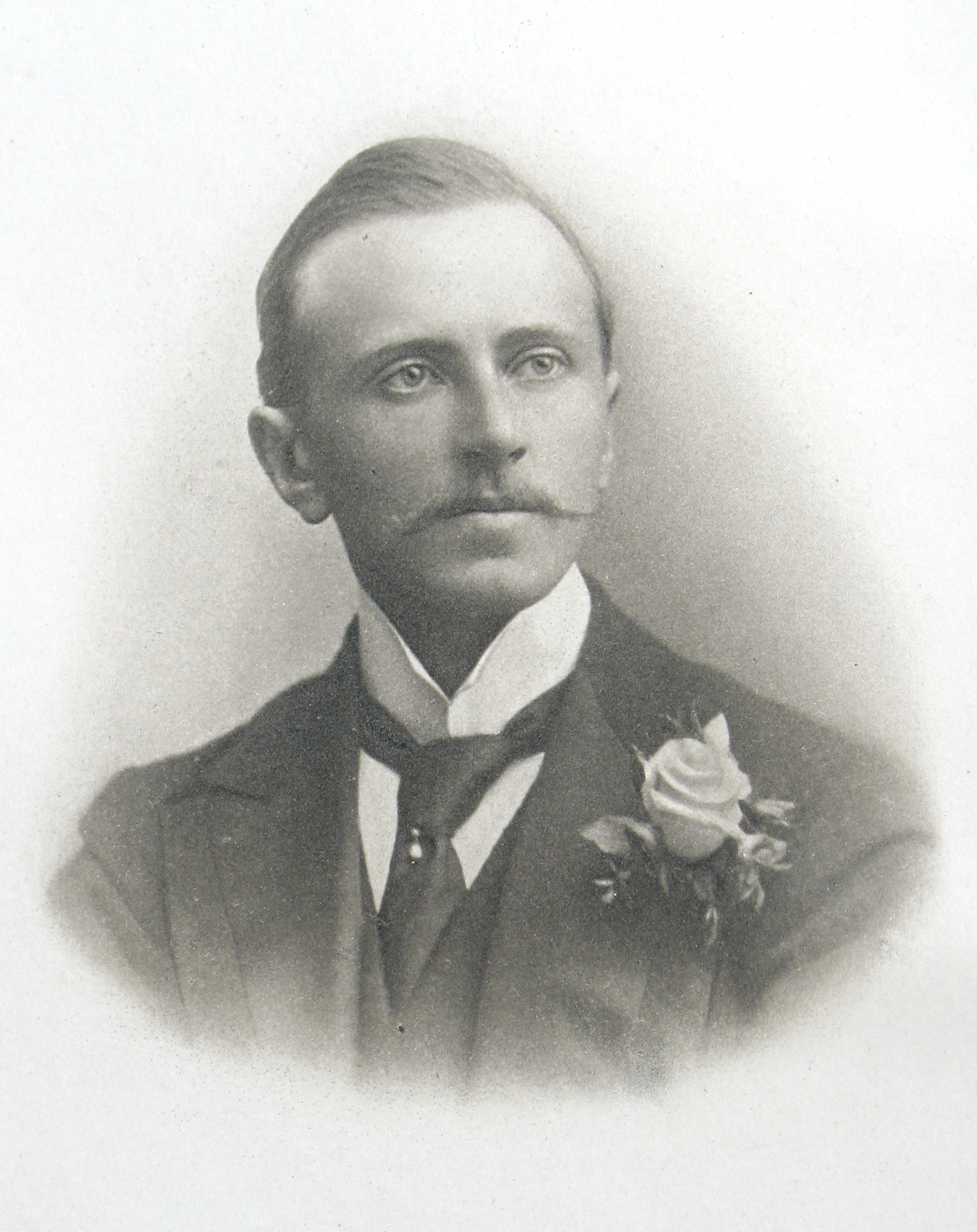
Ludwig Norman-Neruda

Ludwig Norman-Neruda, seltener Ludvig Norman-Neruda (* 18. November 1864 in Stockholm; † 11. September 1898 in St. Ulrich in Gröden) war ein englischer Alpinist, dem einige Erstbesteigungen in der Berninagruppe und im Wallis gelangen.

## Leben und Tod

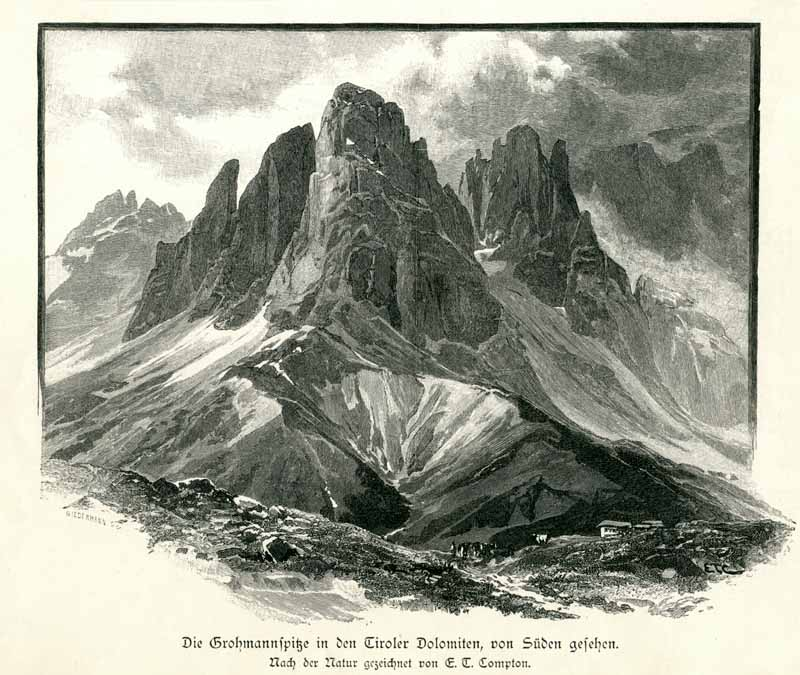
Fünffingerspitze (rechts) in der Langkofelgruppe; Stich von Edward Theodore Compton

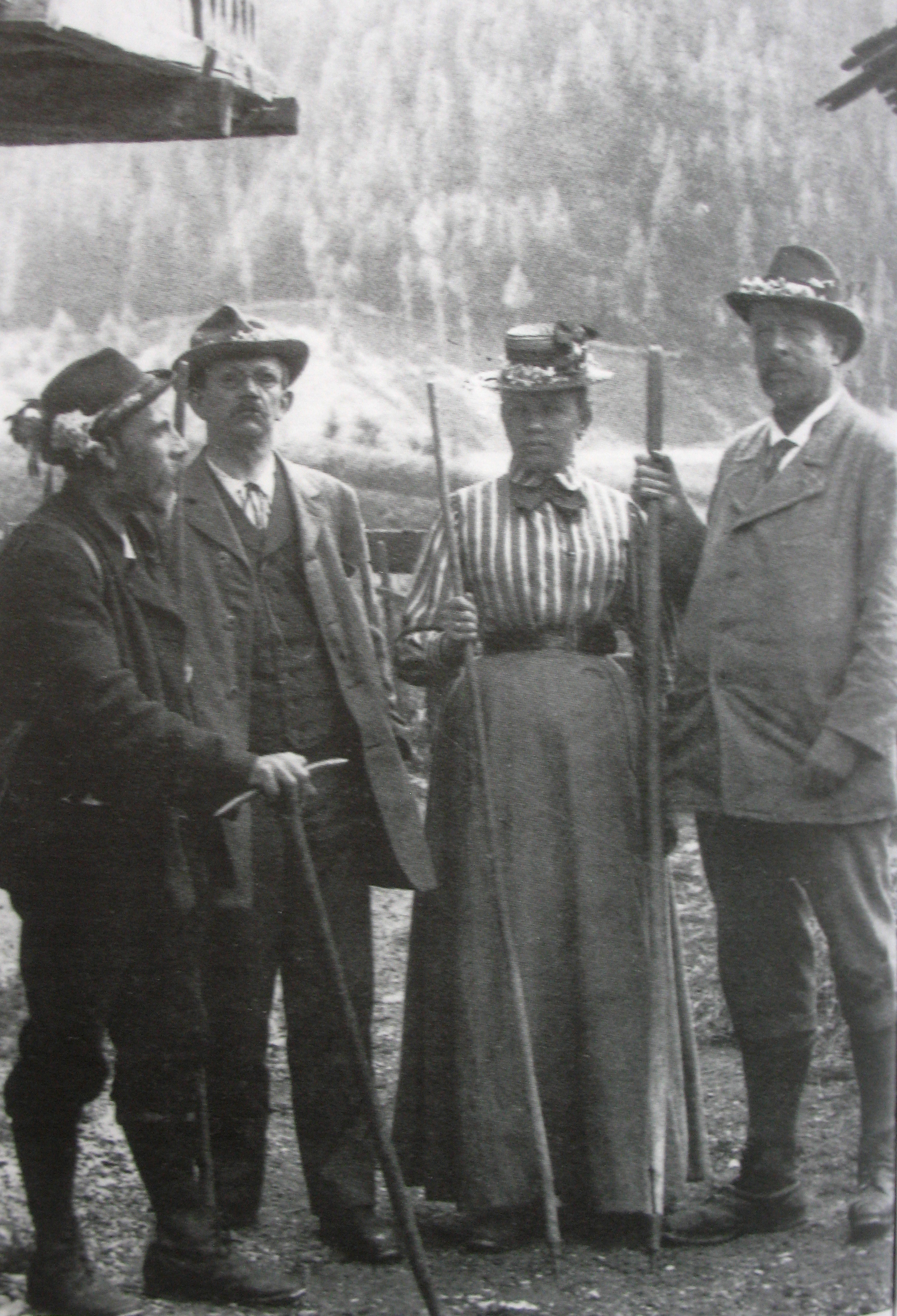
Ludwig Norman-Neruda mit Frau May zwischen einem Bergführer aus dem Fassatal und Theodor Christomannos

Ludwig Norman-Neruda war der Sohn der zu ihrer Zeit international berühmten Violinistin Wilma Neruda und des schwedischen Komponisten und Dirigenten Fredrik Vilhelm Ludvig Norman. Er studierte in Antwerpen und ließ sich in seinen letzten Jahren in Asolo Italien nieder. Er fand einen tragischen Tod, als er bei einer Besteigung der Fünffingerspitze in der Langkofelgruppe in Südtirol abstürzte. Er starb nach einigen Stunden an seinen schweren Verletzungen in St. Ulrich in Gröden.
Weil er nicht katholischer Konfession war, wurde er in nicht geweihter Erde begraben. Die Grabstätte war bis zum Bau der Totenkapelle etwa um das Jahr 2000 mit einem Metallzaun vom restlichen Friedhof abgegrenzt. Der Grabstein Nerudas in Grödner Porphyrstein wurde an der nördlichen Wand der Kapelle des Friedhofs angebracht.
Seine Ehefrau May begleitete ihn auf seiner letzten Bergfahrt und schilderte neben seinen alpinistischen Leistungen diesen Unfall in ihrem Buch.
Ludwig Norman-Neruda war auch Maler, über seine Arbeiten ist aber nichts überliefert.

## Erstbegehungen
Mit dem Schweizer Bergführer Christian Klucker gelangen Norman-Neruda die folgenden Erstbegehungen:
- Gurgel, ein Couloir in der Nordostwand des Piz Bernina am 18. Juni 1890
- Nordwestwand des Piz Scerscen am 9. Juli 1890
- Nordostwand des Piz Roseg am 16. Juli 1890
- Ost-Nord-Ostkante des Ober Gabelhorn am 1. August 1890

Am 6. Juli 1893 gelang ihm mit seiner Gattin und dem Bergführer Antonio Tavernaro die Erstbesteigung der Cima Wilma in der Palagruppe, die nach dem Namen deren Tochter Wilma benannt wurde.
Nach ihm benannt wurde die Norman-Neruda-Route an der Nordostwand des Liskamm, die er am 9. August 1890 mit Christian Klucker und Josef Reinstadler bestieg.

## Literatur

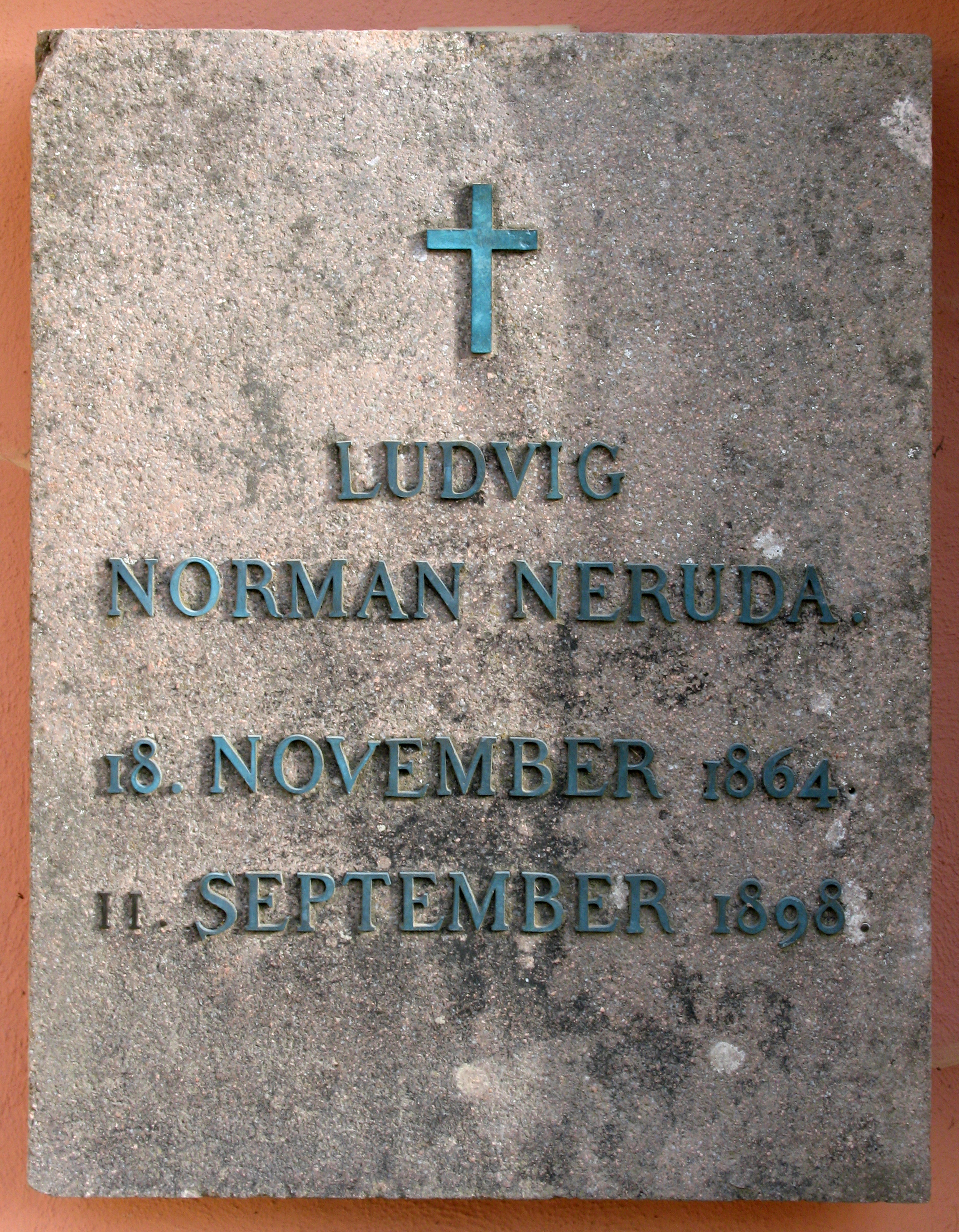
Grabstein auf dem Friedhof St. Ulrich in Gröden